# Manumanaw
Le manumanaw, aussi appelé  monumanaw, monu, kayah monu ou manaw, est une langue tibéto-birmane du groupe karen parlée dans l'est de la Birmanie dans l'État de Kayah.

## Répartition géographique
Le manumanaw est parlé en Birmanie dans les communes de Bawlakhe et de Phruso situé dans l'État de Kayah.

## Classification interne
Le manumanaw fait partie du groupe des langues karen, qui sont un des groupes constituant les langues tibéto-birmanes.
Selon Myar Reh (2004) les Manumanaw disent parler deux langues différentes, le monu et le manaw, mais il a pu observer des membres de ces deux communautés communiquer sans difficulté de compréhension. L'opposition entre les deux groupes est d'abord religieuse, les Monu étant catholiques et les Manaw, baptistes.

## Écriture
Selon Aung 2013, le manumanaw n’a pas encore d’écriture standardisée. Les missionnaires catholiques ont développé une orthographe utilisant l’écriture latine qui est utilisée dans des documents religieux, dont notamment la traduction de la Bible. Un comité de la littérature manumanaw a été mis en place et développe des programmes d’alphabétisation avec la SIL, utilisant une orthographe basée sur l’écriture birmane, afin que celle-ci soit acceptée par les catholiques et les baptistes.
| a | b | c | d | e | è | g | h | j | i | î | k | kh | l | m | n | o | ô | ò | p | ph | r | s | sh | t | ht | u | û | w | y |

Les tons  sont indiqués à l’aide  du caron, de l’accent aigu ou sans l’ajout de ceux-ci sur les voyelles : ‹ á, é, è́, í, î́, ó, ố, ò́, ú, û́ ›, ‹ ǎ, ě, è̌, ǐ, î̌, ǒ, ô̌, ò̌, ǔ, û̌ ›. Le tréma souscrit est utilisé pour indiquer les voyelles murmurées ‹ a̤, e̤, i̤, o̤, ṳ ›.

## Phonologie
Les tableaux montrent l'inventaire des phonèmes consonantiques et vocaliques du manumanaw.

### Voyelles
|            | Antérieure | Centrale | Postérieure non arrondie | Postérieure arrondie |
| ---------- | ---------- | -------- | ------------------------ | -------------------- |
| Fermée     | [i]        |          | [ɯ]                      | [u]                  |
| Mi-fermée  | [e]        |          | [ɤ]                      | [o]                  |
| Mi-ouverte | [ɛ]        | [ɜ]      |                          | [ɔ]                  |
| Ouverte    | [a]        |          |                          |                      |

### Consonnes
|              |              | Labiales | Alvéolaires | Alvéolaires | Rétrofl. | Vélaires | Glottales |
| ------------ | ------------ | -------- | ----------- | ----------- | -------- | -------- | --------- |
| Centrales    | Palatales    | Labiales |             |             | Rétrofl. | Vélaires | Glottales |
| Occlusives   | Sourdes      | [p]      | [t]         |             |          | [k]      | [ʔ]       |
| Occlusives   | Aspirées     | [pʰ]     | [tʰ]        |             |          | [kʰ]     |           |
| Occlusives   | Sonores      | [b]      | [d]         |             |          | [g]      |           |
| Fricatives   | Sourdes      |          |             | [ ʃ ]       | [ʂ]      |          | [h]       |
| Fricatives   | Sonores      |          |             | [ʝ]         |          |          |           |
| Affriquées   | Sourdes      |          | [t͡sʰ]       |             |          |          |           |
| Affriquées   | Sonores      |          |             | [ d͡ʒ]       |          |          |           |
| Nasales      | Nasales      | [m]      | [n]         |             |          |          |           |
| liquide      | liquide      |          | [l]         |             |          |          |           |
| Roulées      | Roulées      |          | [r]         |             |          |          |           |
| Semi-voyelle | Semi-voyelle | [w]      |             | [ j]        |          |          |           |

### Tons
Le kayaw est une langue tonale qui possède quatre tons, haut [˥], moyen-haut [˦], moyen [˧] et bas [˩].

## Sources
- (kxf) Kòyò (Mo̤nṳ̌mônò̤) ta̤sû̌lî̤ [« Syllabaire kayaw (manumanaw) »], 2016 (lire en ligne)
- (kxf) Phijǎǎû ta̤sûlî̤ [« Syllabaire pour enfant »], 2016 (lire en ligne)
- (en) Myar Doo Myar Reh, A phonological comparison of selected Karenic language varieties of Kayah State (thèse de master), Payap University, 2004 (lire en ligne)
- (en) Wai Lin Aung, A descriptive grammar of Kayah Monu (thèse de master), Payap University, 2013 (lire en ligne)